# Zabrze
Zabrze (tiếng Đức: 1915–1945: Hindenburg O.S., đầy đủ: Hindenburg in Oberschlesien, 1905–1915: Zabrze, tiếng Śląsk: Zobrze) là một thành phố tại Śląsk miền nam Ba Lan, gần Katowice. Nó tọa lạc trên cao nguyên Śląsk, cạnh bên sông Bytomka, một phụ lưu của sông Oder.